# Нгуен Чай
Нгуен Чай (вьет. Nguyễn Trãi, тьы-ном 阮廌,  1380—1442), также известен как Ык Чай (Ức Trai, 抑齋)) — учёный-конфуцианец, государственный и военный деятель Дайвьета, известный поэт своего времени.

## Биография
Нгуен Чай родился в 1380 году в Ханое. В 1400 г. сдал конкурсные экзамены, получил степень «тхай хок шинь» и занял должность придворного цензора при дворе Хо Куи Ли. После оккупации Вьетнама войсками династии Мин Нгуен Чай был посажен в казематы крепости Донгкуан в Ханое. После того, как Ле Лой в 1416 году собрался вместе с небольшой группой соратников в горных джунглях Ламшона (провинция Тханьхоа) и призвал патриотов Дайвьета подняться на борьбу против китайских захватчиков, Нгуен Чай сумел бежать из крепости и прибыл в Ламшон, чтобы принять участие в подготовке Ламшонского восстания.

### Деятельность
Нгуен Чай был главным советником и близким другом императора Ле Лоя, освободившего Дайвьет от господства китайской династии Мин. Нгуен Чаю приписывают написание важных политических заявлений от имени Ле Лоя, вдохновлявших население Дайвьета на поддержку открытого восстания против династии Мин. Он также является автором декларации независимости от Китая (вьет. Bình Ngô đại cáo).

### Семья
У Нгуен Чая было пять жён и семь сыновей.

### Казнь
В 1442 году вместе с одной из жён Нгуен Тхи Ло (Nguyễn Thị Lộ) и ближайшими родственниками был обвинён в отравлении наследника Ле Лоя, молодого императора Ле Тхай Тонга.
19 сентября 1442 года Нгуен Чай был казнён.

### Реабилитация
Двадцать лет спустя сын Ле Тхай Тонга, император Ле Тхань Тонг официально простил Нгуен Чая, объявив, что тот невиновен в смерти Ле Тхай Тонга.

## Отражение в искусстве

### В литературе
- «Нгуен Чай» — роман-дилогия, автор — вьетнамский писатель Буй Ань Тан. Во второй части романа, через 12 лет после казни всего рода Нгуен Чая, появляется вымышленный выживший внук Нгуен Чая, который жаждет отомстить за истребление своего рода коварной королеве Нгуен Тхи Ань, подстроившей отравление императора Ле Тхай Тонга. Для этого внук Нгуен Чая должен разыскать загадочное письмо двух евнухов — свидетелей отравления.

### В кино
- «Небесный мандат героя» (2012) — экранизация второй части романа «Нгуен Чай» Буй Ань Тана, которая называется «Кровавое письмо». Режиссёр фильма — Виктор Ву.